# Семлики
Семлики је највећа река у централном делу Афричког континента. Она извире из Едвардовог језера у Демократској Републици Конго, тече дуж границе са Угандом и улива се у Албертово језеро. Дуга је укупно око 230 km, а у њеној делти живе многе животињске и биљне врсте: слон, нилски коњ, крокодил, антилопа, ембач, папирус итд.
Река Семлики протиче кроз језера Џорџ и Едвард. Има уједначен протицај током целе године, јер је хране обилне тропске кише и поменута језера. Због планинског терена којим тече, брза је и слаповита. У Албертово језеро доноси 3,5 km³ воде годишње.